# Xot de Santa Marta
El xot de Santa Marta (Megascops gilesi) és una espècie de mussol de la família dels estrígidae). Només es troba a la Sierra Nevada de Santa Marta de Colòmbia. El seu estat de conservació es considera vulnerable.

## Taxonomia i sistemàtica
El mussol de Santa Marta es va descriure formalment el 2017, tot i que en aquell moment es pensava que un exemplar recollit el 1919 potser era una "forma diferent". Els albiraments relativament recents d'individus que s'han assignat retroactivament a l'espècie són anteriors al 2017. Es creu que està més estretament relacionat amb el xot del Perú (M. roboratus), el xot de Watson (M. watsonii) i el xot variable (M. atricapilla).

## Descripció
El xot de Santa Marta és un membre de mida mitjana del gènere Megascops, encara que la longitud i la massa de l'exemplar de 1919 no es van publicar. El plomatge és semblant al d'altres del seu gènere, amb el cap, l'esquena, el pit i les ales de color vermellós a marró grisenc i el ventre pàl·lid. La capçada i l'esquena són barrades, el pit té ratlles marrons més fosques i el ventre té una barra marró pàl·lida. Els tars tenen plomes daurades.

## Distribució i hàbitat
El xot de Santa Marta només es coneix a Sierra Nevada de Santa Marta, al nord de Colòmbia. Gairebé tots els registres són de la carena de Sant Llorenç i zones properes, que són de fàcil accés i són visitats periòdicament per grups turístics ornitològics. Hi ha un nombre menor d'informes d'eBird a la part central de la serralada. Es creu que l'espècie habita el bosc humit entre 1,800 a 2,500 m (5,900 a 8,200 ft), però possiblement pot ser més amunt.

## Comportament i ecologia
No se sap res sobre la dieta i el comportament d'alimentació de l'espècie. L'única dada relativa a la cria és que l'exemplar tipus estava en condicions de reproducció quan es va recollir el març de 1919.

## Estat
La UICN ha classificat el mussol de Santa Marta com a Vulnerable. L'espècie té un rang restringit, només es troba a la relativament petita Sierra Nevada de Santa Marta. La major part de la coberta forestal autòctona ha estat substituïda per plantacions de pins i eucaliptus i pastures ramaderes. La població estimada de l'espècie és d'entre 2300 i 7500 individus madurs i es creu que el seu hàbitat i població adequats estan en declivi.